# Soldat de fortuna
Soldat de fortuna  (títol original: Legionnaire) és una pel·lícula estatunidenca dirigida per Peter MacDonald l'any 1998, amb Jean-Claude Van Damme. Ha estat doblada al català.

## Argument
Marsella, 1924. Alain Lefèvre és un boxador famós. Un vespre, quan havia acceptat la proposició de la màfia local de deixar-se caure en el seu proper combat, ple de remordiment i desafiat pel seu adversari, decideix d'ignorar el tracte i guanyar. Mentre intenta escapar-se, el seu germà petit és mort.
Perseguit, Alain Lefèvre troba llavors refugi a una caserna de la Legió estrangera i decideix inscriure-s'hi per escapar als seves perseguidors.
Desgraciadament, no s'acaben les seves sorpreses perquè, des d'aleshores, haurà d'afrontar un entrenament dels més ferotges i difícils en ple desert del Sàhara al Marroc, abans de ser enviat a un fort que assetgen els rebels amazics, dirigits per Abd el-Krim.
Durant aquest temps, a Marsella, la màfia troba la seva pista i envia homes per trobar-lo i matar-lo. Alain haurà doncs d'enfrontar-se a múltiples perills en un país en plena guerra colonial.

## Repartiment
- Jean-Claude Van Damme: Alain Lefèvre
- Steven Berkoff: Sergent Steinkampf
- Nicholas Farrell: McIntosh
- Adewale Akinnuoye-Agbaje: Luther
- Jim Carter: Lucien Galgani
- Ana Sofrenovic: Katrina
- Daniel Caltagirone: Guido
- Joseph Long: Maxim
- Mario Kalli: René Galgani
- Joe Montana: Julot
- Kim Romer: Capità Rousselot
- Anders Peter Bro: Tinent Charlier
- Paul Kinman: Rolf Bruner
- Vincent Pickering: Viktor
- Takis Triggelis: Caporal Metz
- Tom Delmar: Caporal Legros
- Rob Kaman: Glock
- Derek Lea: Gendarme
- Andy J. Smart: Gendarme
- Pilly de Vincente: Cantant
- Kelli Shaughnessy: Ivonne
- Amrani Hanfine: Paulette
- Kamel Krifa: Abdelkrim al-Khattabi

## Al voltant de la pel·lícula
- El rodatge s'ha desenvolupat al Marroc, a les ciutats de Tànger, Erfoud i Ouarzazate.
- Un error a destacar, Alain es trobat a causa d'una fotografia en un periòdic, el que és contrari a la política de la Legió, que assegura l'anonimat total a tots els que hi entren.[3]

## Música
1. Cancan de l'òpera Orphée aux enfers, escrit per Jacques Offenbach
2. La cançó Parleu-me d'amor escrita per Jean Lenoir és interpretada per Pilly de Vincente
3. La cançó Mon Légionnaire ės interpretada per  Ute Lemper